# Cartoon Network: Battle Crashers
Cartoon Network: Battle Crashers es un videojuego beat 'em up de desplazamiento lateral basado en múltiples series de Cartoon Network desarrollado por el estudio francés Magic Pockets, y distribuido por GameMill Entertainment en Norteamérica y por Maximum Games en Europa. Fue lanzado para Nintendo 3DS, PlayStation 4 y Xbox One el 8 de noviembre de 2016. El juego cuenta con personajes de varios shows de Cartoon Network, incluyendo a Adventure Time, The Amazing World of Gumball, Clarence, Regular Show, Steven Universe y Uncle Grandpa.
El juego recibió reseñas negativas de varios periodistas de videojuegos, quienes lo criticaron como un beat 'em up aburrido y repetitivo con representaciones blandas de personajes únicos. Un port para la Nintendo Switch fue lanzado el 31 de octubre de 2017.

## Trama
Uncle Grandpa estaba manejando su casa rodante cuando accidentalmente choca con los universos de otros shows de Cartoon Network, llevándose a Gumball, Clarence, Steven Universe, Mordecai y Rigby de Regular Show, y a Finn y Jake de Adventure Time. Luego deberán enfrentarse a un ejército de «clones espejo», los cuales se cree que se formaron luego de que atravesaran las dimensiones.

## Jugabilidad
El jugador toma control de seis personajes de varios shows de Cartoon Network: Uncle Grandpa, Gumball, Clarence, Steven Universe, Mordecai y Rigby, y Finn y Jake. Cada personaje tiene un conjunto único de ataques y habilidades. Progresarán por medio de seis mundos basados en sus respectivas series; cada uno tendrá dos niveles normales y una pelea de jefe. Cada nivel normal también tendrá una habitación secreta que requerirá de las habilidades de uno de los personajes para acceder. A veces se requerirá que el jugador vuelva a jugar un nivel previo en uno de tres modos especiales para recolectar un ítem escondido necesario para avanzar.
Los niveles consisten en pasar por un área venciendo enemigos, de los cuales los personajes podrán recolectar gemas y obtener habilidades nuevas. A lo largo de los niveles se encontrarán obstáculos que emanarán de pilas de fragmentos que podrán ser superados por las habilidades de ciertos personajes. Los personajes, quienes poseen sus respectivas barras de salud, pueden recoger ítems de restauración de salud y potenciadores especiales como walkie-talkies. El juego puede ser jugado en cooperativo local de hasta cuatro jugadores.

## Desarrollo
El juego fue anunciado el 17 de agosto de 2016. Un tráiler del juego fue lanzado el mismo día.

## Recepción
Cartoon Network: Battle Crashers recibió reseñas negativas de varios críticos de videojuegos, principalmente por ser un título beat-'em-up monótono y aburrido con una falta de representación de las personalidades y características únicas de cada personaje jugable. El sitio web agregador de reseñas Metacritic le dio al juego una calificación simplificada de 21 de 100, indicando «reseñas generalmente desfavorables»; es el juego de Nintendo 3DS peor valorado en el sitio web. Un analista de Daily Mirror lo describió como un «juego de navegador flash glorificado» y escribió que «se requiere verdadero talento para hacer algo así de blando con personajes tan interesantes como estos». PlayStation LifeStyle fue otra publicación que escribió que tenía la sensación de un juego flash barato: «Francamente, esto se siente como un juego de Flash o Unity que alguien decidió aprobar para un lanzamiento de consola».
Los criticismos específicos incluyen un pequeño número de tipos de enemigos que pueden ser vencidos principalmente con un solo botón, la música de fondo olvidable y los efectos de sonido, la carencia de diálogos, incluyendo una ausencia completa de actuación de voz, falta de personalidad de los personajes jugables y NPC, ataques desbalanceados, donde los personajes que no son Finn y Jake son prácticamente inútiles excepto para superar obstáculos, y la baja dificultad. Algunos analistas también criticaron la longitud del juego debido al hecho de que el jugador debe rejugar ciertos niveles para conseguir un ítem oculto inútil. Jed Whitaker de Destructoid también señaló que el juego se desvió fuertemente del material original, y fue especialmente duro con el trato del material de Steven Universe en el juego — por ejemplo, le disgustó el hecho de que el ataque principal de Steven en el juego fuese una burbuja, mientras que en el show la burbuja es utilizada únicamente como protección o para capturar gemas corrompidas, pero nunca para atacar.